# Hermann Genth
Hermann Genth (* 8. Oktober 1901 in Hannover; † Juli 1944 in Ostpreußen) war ein deutscher Kommunalpolitiker (NSDAP) und SA-Brigadeführer.

## Leben
Genth trat zum 5. August 1925 der NSDAP bei (Mitgliedsnummer 12.757). Als Oberführer in Wittenberg war er 1933 Führer der SA-Brigade Magdeburg-Ost der Gruppe Mitte mit Sitz in Magdeburg, die der neuen Obergruppe IV (Freistaat und Provinz Sachsen) der SA unterstand. Im Zuge des Röhm-Putsches wurde Genth 1934 als SA-Sonderbeauftragter in Wittenberg verhaftet. Nach seiner Entlassung erfolgte eine Versetzung in den Gau Sachsen. Dort wurde er spätestens 1935 Oberführer der SA-Brigade 34 in Chemnitz und nahm im September am Reichsparteitag in Nürnberg teil.
Als bisheriger Oberführer der SA-Brigade 34 in Chemnitz wurde Hermann Genth am 20. April 1936 zum Brigadeführer befördert. Zu dieser Zeit saß er als Stadtrat für die NSDAP im Stadtparlament von Chemnitz. Auch 1937 nahm Genth erneut am NSDAP-Parteitag in Nürnberg teil.